# Jorge da Grécia e Dinamarca
Jorge (Corfu, 24 de junho de 1869 – Saint-Cloud, 25 de novembro de 1957) foi o segundo filho do rei Jorge I da Grécia e sua esposa a grã-duquesa Olga Constantinovna da Rússia. Ele serviu como alto comissário do Estado de Creta durante seu período de transição de independência do Império Otomano e união com o Reino da Grécia.

## Juventude
A partir de 1883, Jorge viveu no Palácio de Bernstorff, perto de Copenhaga com o seu tio, o príncipe Valdemar da Dinamarca, irmão mais novo do seu pai. O rei tinha levado o filho para a Dinamarca com o objectivo de o integrar na marinha dinamarquesa e entregou-o aos cuidados do seu irmão Valdemar que era um almirante na frota dinamarquesa. Sentindo-se abandonado pelo seu pai nesta ocasião, Jorge descreveria mais tarde à sua noiva o afecto profundo que sentia pelo seu tio.
Em 1891, Jorge acompanhou o seu primo, o czarevih  Nicolau, na sua viagem à Ásia e salvou-o de uma tentativa de assassinato no Japão que ficou conhecida como o Incidente de Otsu.

### Aventuras gregas

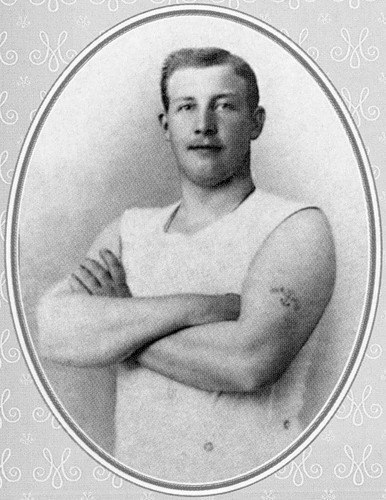
Jorge, c. 1890

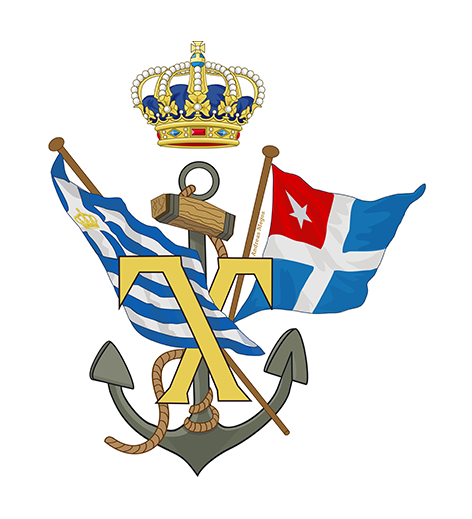
Brasão pessoal de Jorge

Jorge, juntamente com os seus irmãos Constantino e Nicolau, estiveram envolvidos na organização dos Jogos Olímpicos de Verão de 1896 em Atenas. Jorge foi presidente do vice-comité para desportos náuticos.
Apesar de uma grande parte da Grécia moderna ser independente desde a década de 1820, a ilha de Creta continuava em poder do Império Otomano. Durante o resto do século XIX, tinha havido protestos na ilha. Uma força militar grega chegou para anexar Creta em 1897 e as grandes potências atacaram, ocupando a ilha e dividindo-a em áreas de controlo britânicas, russas e italianas.
Em 1898, as tropas turcas foram expulsas e foi instalado um governo nacional que tinha como tarefa normalizar a situação pós-otomana. O príncipe Jorge, que ainda não tinha 30 anos, foi nomeado Alto Comissário e uma assembleia muçulmano-cristã foi em parte eleita e em parte nomeada. Contudo, isto não foi suficiente para satisfazer as exigências dos nacionalistas de Creta.
Elefthérios Venizélos era o líder do movimento para reunir Creta à Grécia. Ele tinha lutado nas primeiras revoluções e era agora membro da Assembleia, sendo o ministro da justiça para o príncipe Jorge. Não demorou muito até os dois se oporem. Jorge, um ávido monárquico, tinha assumido poder absoluto. Venizélos liderou a oposição a esta decisão. Em 1905, no entanto, ele convocou uma assembleia revolucionária ilegal em Theriso.
Durante a revolta, o recém-criado exército de Creta manteve-se fiel a Jorge. Neste período difícil, a população da ilha ficou dividida: nas eleições de 1906 os partidos a favor do príncipe ficaram com 38 127 votos, enquanto que os partidos a favor de Venizélos arrecadaram 33 279. Mas o exército conseguiu cumprir os seus deveres sem tomar partidos. Finalmente os diplomatas britânicos conseguiram um acordo e, em Setembro de 1906, Jorge foi substituído pelo antigo primeiro-ministro grego Aléxandros Zaímis e deixou a ilha. Em 1908, a assembleia de Creta declarou oficialmente a união com a Grécia.
Em outubro de 1912, Jorge regressou de Paris a Atenas para que se pudesse juntar ao Ministério da Marinha, uma vez que a Grécia se preparava para uma guerra contra a Turquia. Mais tarde ele serviu como ajudante-de-campo do seu pai, o rei Jorge I da Grécia, que, contudo, foi assassinado em Março de 1913. Jorge viajou mais tarde até Copenhaga para resolver os assuntos financeiros que o pai tinha lá, uma vez que o rei nunca deixou de ser também um Príncipe da Dinamarca.

## Casamento e família
Após um lanche parisiense entre o rei Jorge da Grécia e o príncipe Roland Napoléon Bonaparte em setembro de 1906, durante o qual o rei concordou com a perspectiva de casamento entre os seus filhos, Jorge conheceu a única filha de Roland, a princesa Marie Bonaparte (1882-1962) no dia 19 de julho de 1907, na casa de Bonaparte em Paris. Apesar de ela pertencer a um ramo não-imperial da dinastia Bonaparte, ela era uma herdeira da fortuna do Casino Blanc que pertencia à família da mãe.
Ele cortejou-a por 28 dias, confidenciando que tinha passado por grandes desapontamentos quando o seu papel no incidente de Otsu e na governação de Creta tinham sido ignorados e desvalorizados tanto pelas pessoas individuais como pelos governos. Também admitiu que, ao contrário do que ela esperava, ele não se poderia comprometer a viver permanentemente na França uma vez que continuava preparado a assumir os seus deveres reais na Grécia ou em Creta se foi convocado para isso. Assim que a sua proposta de casamento foi aceite, o pai da noiva ficou atónito quando Jorge rejeitou qualquer tipo de clausula contratual que lhe garantisse uma remuneração ou herança de Marie. Ela receberia e geriria a sua própria fortuna (cerca de 800,000 francos anuais) e apenas os seus futuros filhos receberiam qualquer dinheiro dela.

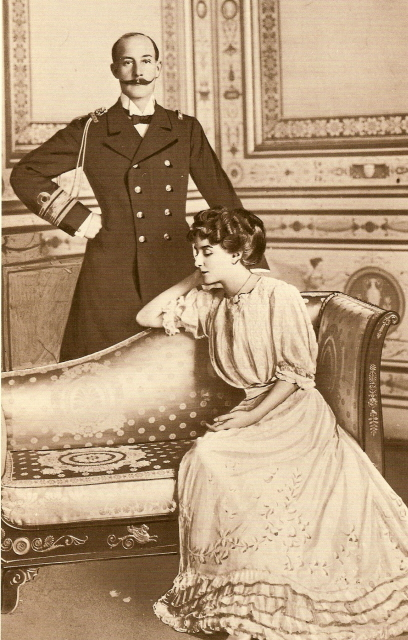
Marie Bonaparte e Jorge

Jorge casou-se com Marie pelo civil no dia 21 de novembro de 1907 e numa cerimónia na Igreja Ortodoxa Grega em Atenas no mês seguinte, na qual o tio de Jorge, Valdemar, participou. Em março seguinte Marie estava grávida e, como concordado, o casal regressou a França para se instalar. Quando Jorge levou a sua esposa a Bernstorff para a primeira visita familiar, a esposa de Valdemar, Maria de Orléans teve grandes dificuldades para explicar a Marie a intimidade que unia tio e sobrinho, tão forte que, no final de todas as visitas de Jorge a Bernstorff, ele chorava e Valdemar ficava doente. Ambas as mulheres aprenderam a ter paciência para os momentos privados dos seus maridos. Durante a primeira das visitas, Marie Bonaparte sentiu que se tinha intrometido na intimidade do seu marido e do tio quando se sentou entre os dois e nenhum deles falou. Numa outra visita ela começou a seduzir o príncipe Aage, filho mais velho de Valdemar.
Jorge ter-se-á queixado da esposa do seu tio a Marie, dizendo que ela bebia demasiado e estava a ter um caso com um tratador de cavalos do palácio. No entanto Marie Bonaparte não via nenhum tipo de defeitos nela e admirava-a pela sua perseverança e independência. Este assunto causou uma separação entre o casal.
De 1913 até inícios de 1916, a esposa de Jorge seduziu e depois teve uma relação intensa até novembro de 1919 com o primeiro-ministro francês Aristide Briand. Em 1915, Briand escreveu a Marie Bonaparte que, tendo conhecido e gostado do príncipe Jorge, se sentia culpado pela sua paixão secreta. Jorge tentou persuadi-lo de que a Grécia, oficialmente neutra durante a Primeira Guerra Mundial, mas suspeita de simpatias pelos Poderes Centrais, espera realmente pela vitória dos Aliados. Ele pode ter influenciado Britand a apoiar a desastrosa expedição aliada contra a Turquia em Salonica. Quando o príncipe e a princesa regressaram em julho de 1915 a França após uma visita ao rei Constantino I da Grécia, o caso de Marie com Briand já tinha tornado notório e Jorge expressou um ciúme restringido. Em dezembro de 1916, uma frota francesa estava a bombardear Atenas e em Paris, Briand era suspeito, alternadamente, de ter seduzido Marie para que ela tentasse colocar a Grécia do lado aliado, ou de ter sido seduzido por ela para desafiar Constantino e colocar Jorge no trono grego.
Apesar de simpatizar com o mentor da sua esposa, Sigmund Freud, em 1925, Jorge pediu a Marie para deixar o seu trabalho com o psicanalista para se dedicar à vida familiar, mas ela recusou. Quando ele soube pelos jornais que o seu filho se tinha casado com uma plebeia russa em 1938, ele proibiu-o de regressar a casa e recusou-se a sequer conhecer a sua esposa.
O príncipe Jorge e a princesa Marie tiveram dois filhos: Pedro e Eugénia. Pedro (1908-1980) foi um antropólogo que rejeitou os seus direitos dinásticos ao casar-se com uma plebeia. Eugénia (1910-1988) casou-se com o príncipe Dominic Radziwill (1939-) de quem se divorciou em 1948. O seu segundo marido foi o príncipe Raymundo della Torre e Tasso, Duque de Castel Duino com quem se casou em 1949 e divorciou em 1965.
No dia 21 de fevereiro de 1957, a princesa Marie e o seu marido celebraram a sua boda de ouro. O príncipe Jorge morreu no dia 25 de novembro desse ano, aos 88 anos, sendo o membro da Casa de Oldemburgo mais velho da sua geração. Foi enterrado no Cemitério Real de Tatoi com as bandeiras grega e dinamarquesa no caixão, a sua aliança de casamento, uma madeixa do cabelo e uma foto do seu tio Valdemar e terra do Palácio de Bernstorff.

### Relação com Valdemar
Em 1883, o príncipe foi enviado por seu pai para a Dinamarca, para se juntar à Marinha Dinamarquesa. Com apenas quatorze anos, Jorge está encantado com esta decisão, porque a vê como uma maneira de escapar das restrições do palácio e de seus professores. Na Academia Naval em Copenhague, torna-se também em breve um dos melhores alunos de sua classe.

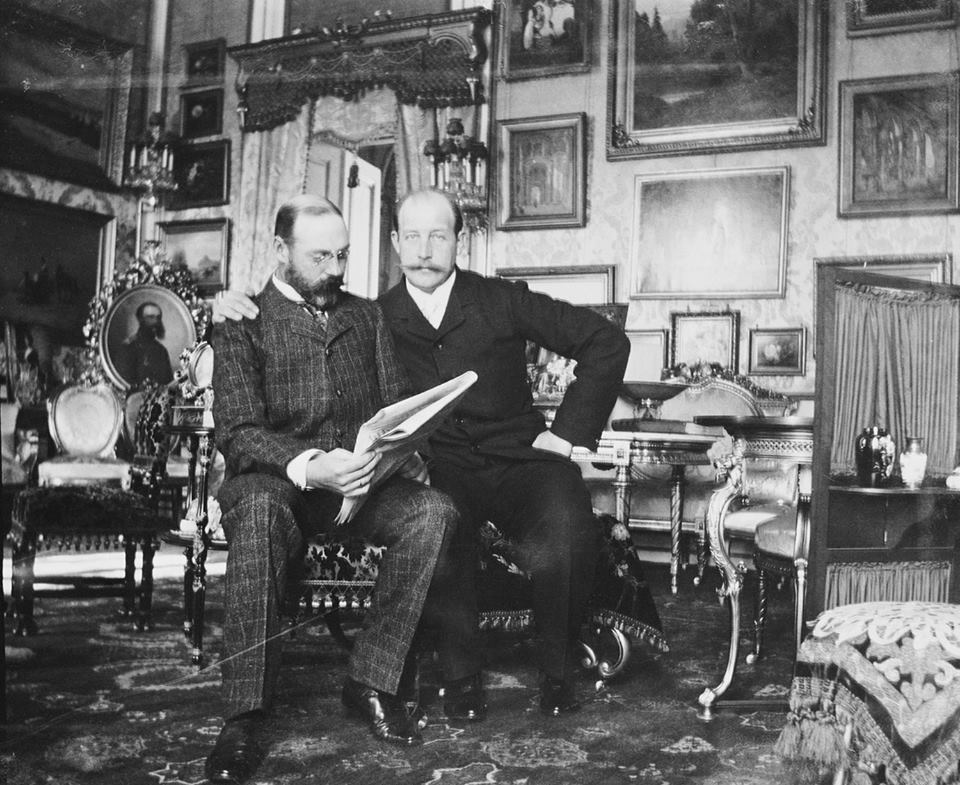
Valdemar e Jorge, c. 1900

Na Dinamarca, o adolescente foi colocado sob a tutela de seu avô paterno, o rei Cristiano IX, e sob a do caçula de seus tios, o príncipe Valdemar. Com vinte e cinco anos, Valdemar tinha assumido o papel de almirante da frota dinamarquesa e, portanto, foi naturalmente escolhido pelo rei dos helenos como guardião de seu filho. No entanto, o relacionamento de Jorge e Valdemar rapidamente ultrapassa o carinho clássico que une um sobrinho ao tio. Quando o barco de seus pais sai do porto de Copenhague, Jorge é dominado por um forte sentimento de abandono. Consciente da consternação do sobrinho, Valdemar então pegou sua mão. Para o adolescente, esse sinal de afeto é uma revelação. Ele se apaixona muito por seu tio e declara, mais tarde, sobre esse episódio e Valdemar: "A partir daquele dia, a partir daquele momento, eu o amava e nunca tive outro amigo além dele".
De fato, a paixão que une os dois homens dura até a morte do príncipe dinamarquês, em 14 de janeiro de 1939 e, mesmo após os respectivos casamentos, Jorge e Valdemar se reúnem todos os anos, durante várias semanas, na Dinamarca ou no exterior. Camuflada por trás de uma amizade muito forte, sua homossexualidade parece não ter suscitado a desaprovação de sua família e muitas fotografias, tiradas por ocasião de sua reunião anual ou das comemorações de Gota, mostram o quanto nunca hesitaram em exibir juntos.
Devido à longa relação sexual e emocional de Jorge com Valdemar, seus filhos, Pedro e Eugênia se referiram a Valdemar como "Papa Dois".

## Honrarias
Cavaleiro da Ordem do Elefante
 Cavaleiro da Ordem do Serafim
 Grande Comendador da Ordem Real do Dannebrog
 Cavaleiro da Ordem da Águia Negra